# Élections législatives marshallaises de 2019
Les élections législatives marshallaises de 2019 ont lieu le 18 novembre 2019 afin de renouveler les membres du parlement des Îles Marshall, qui procède à son tour à l'élection du président de la république. La présidente sortante Hilda Heine, candidate à sa réélection, est battue par le candidat de l'opposition, David Kabua.

## Contexte
Ces élections sont marquées par le retrait de facto du droit de vote aux émigrés via l’interdiction du vote postal. Ceux ci, généralement installés aux États-Unis (ancienne puissance coloniale) conservaient auparavant le droit de voter par voie postale lors des élections marshallaises, à condition d'être propriétaire d'un logement aux îles Marshall. Les électeurs émigrés avaient alors un poids électoral non négligeable, ayant renversé en 2011 les résultats dans trois circonscriptions. Leurs bulletins de vote représentait en 2015 près de 60 % du total. L'importance des bulletins de vote en provenance de l'étranger retarde par ailleurs l'annonce des résultats, qui prend habituellement plus d'un mois.
Le scrutin est également surveillé de près par les États-Unis et Taïwan, en raison de la possibilité d'une victoire de l'opposition, favorable à un rapprochement avec la Chine, puissance montante dans la région, au détriment des États-Unis qui possède une base militaire stratégique aux Îles Marshall et s'inquiète de ce revirement potentiel. Un rapprochement avec la Chine entrainerait une reconnaissance de celle ci par le pays, au lieu de celle de Taïwan, les Marshall constituant l'un des quatre derniers états du pacifique à reconnaitre l'ile, pour un total de quinze pays.

## Système électoral
Les îles Marshall sont une démocratie multipartite dotée d'un parlement unicaméral, le Nitijeļā, composé de 33 sièges pourvus tous les quatre ans selon un système électoral majoritaire. Dix neuf sièges sont ainsi à pourvoir au scrutin uninominal majoritaire à un tour dans autant de circonscription électorale et 14 au scrutin plurinominal majoritaire dans 5 circonscriptions de 2 à 5 sièges. Les électeurs disposent d'autant de voix que de sièges à pourvoir dans leur circonscription. Les candidats ayant recueilli le plus de voix sont déclarés élus. Le droit de vote s'acquiert à l'âge de 18 ans et voter n'est pas obligatoire. 

## Résultats

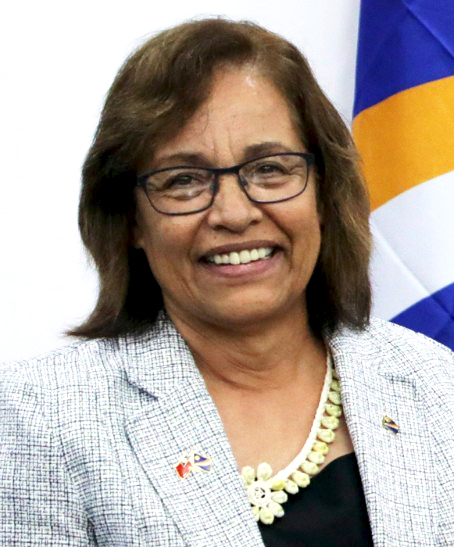
La présidente sortante Hilda Heine.

Trente des trente-trois parlementaires sortants se représentent. Vingt-trois sont réélus. La présidente de la République Hilda Heine conserve notamment son siège de parlementaire dans la circonscription d'Aur.
Conséquence directe de la récente interdiction des votes postaux, seuls 17 834 électeurs sur les 47 133 inscrits sur les listes électorales participent au scrutin, soit un taux de participation de 37,84 %, l'un des plus bas qu'ait connu le pays. La loi est entretemps déclarée inconstitutionnelle par la Cour suprême du pays, sans que le délai ne permettre au scrutin de 2019 de les réintroduire.

## Présidentielle
La nouvelle assemblée se réunit le 6 janvier 2020 pour procéder à l'élection du président de la République. Le scrutin aboutit à une alternance, David Kabua l'emportant sur la présidente sortante Hilda Heine.
| Candidat                 | Candidat                 | Positionnement           | Voix | %     |
| ------------------------ | ------------------------ | ------------------------ | ---- | ----- |
|                          | David Kabua              | Candidat de l'opposition | 20   | 62,50 |
|                          | Hilda Heine              | Présidente sortante      | 12   | 37,50 |
|                          |                          |                          |      |       |
| Total                    | Total                    | Total                    | 32   | 100   |
| Abstention               | Abstention               | Abstention               | 1    | 3,09  |
| Inscrits / participation | Inscrits / participation | Inscrits / participation | 33   | 96,91 |